# Judy Tyler

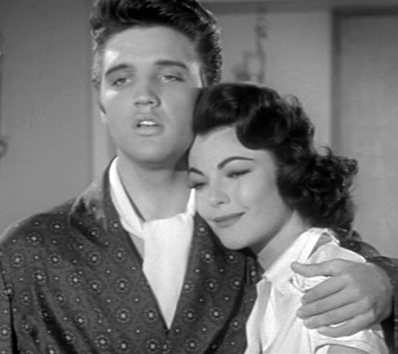
Elvis Presley et Judy Tyler dans Jailhouse Rock.

Judy Tyler  est une actrice américaine, née Judith Mae Hess le 9 octobre 1932 à Milwaukee (Wisconsin), et morte le 3 juillet 1957.

## Biographie
Faisant partie de la nouvelle génération de starlettes d'Hollywood dans les années 1950, elle décéda brutalement à l'âge de 24 ans des suites d'un accident de la route dans le Wyoming en 1957. Son mari Greg Lafayette ainsi que les animaux de compagnie du couple y perdirent également la vie. Judith venait juste de terminer le tournage de Jailhouse Rock (Le Rock du bagne) aux côtés d'Elvis Presley à Los Angeles.
Très ami avec la jeune actrice et bouleversé par sa disparition, Elvis refusa jusqu’à la fin de sa propre vie de revoir le film.
Le chanteur de rockabilly Benny Baker lui dédia sa chanson "Goodbye Little Star" sortie en 1959 chez Orbit Records (single n°541)

## Filmographie

### Cinéma
- 1957 : Le Rock du bagne (Jailhouse Rock) : Peggy Van Alden
- 1957 : Bop Girl Goes Calypso : Jo Thomas

### Télévision
- 1950-1952 : Puppet Playhouse (Série TV) : Princesse Summerfall Winterspring
- 1955 : The Elgin Hour (Série TV) : Une pickpocket
- 1957 : Perry Mason (Série TV) : Irene Kilby alias Cherie Chi-Chi